# Gebirgsgimpel
Der Gebirgsgimpel (Carpodacus rubicilloides), auch Alpengimpel oder Alpenkarmingimpel, ist ein Singvogel aus der Familie der Finken. Die recht große Karmingimpel-Art besiedelt kahle Hochgebirgsregionen vom Himalaya bis nach Mittel- und Nordchina.

## Beschreibung

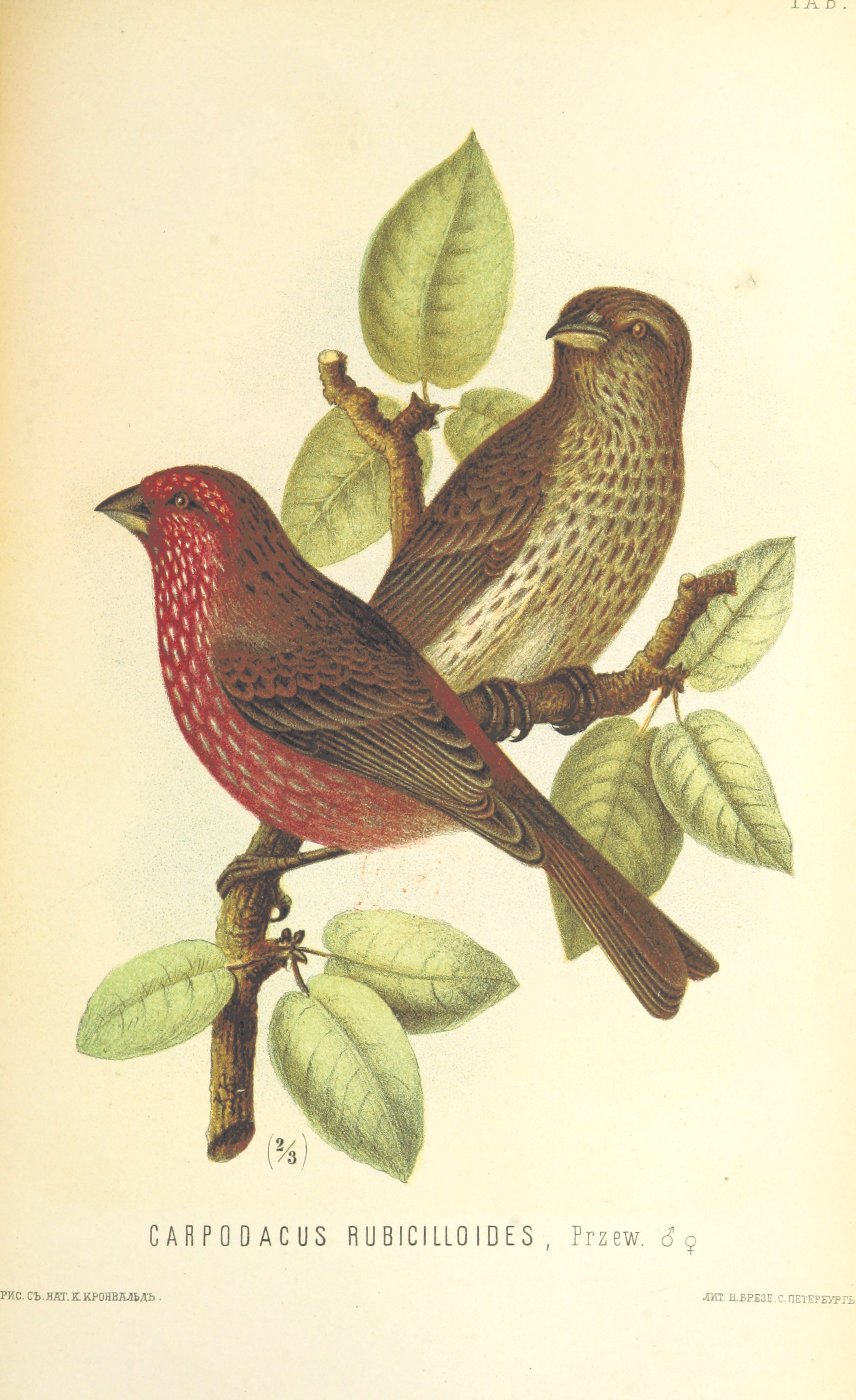
Gebirgsgimpel, Illustration

### Aussehen
Der Gebirgsgimpel ist mit 19 cm Körperlänge größer als ein Kernbeißer. Der hornfarbene Schnabel ist kräftig mit feiner Spitze. Die Brust wirkt kräftig, sowohl beim sitzenden, als auch beim fliegenden Vogel. Flügel und Schwanz wirken besonders im Flug relativ lang. Der Flug ist kräftig und wellenförmig und erinnert an den des Buchfinken oder einer Ammer.
Die Flügellänge beträgt beim Männchen 102–108 mm, beim Weibchen 97–107 mm. Die Schwanzlänge liegt zwischen 84 und 92 mm.
Die Geschlechter unterscheiden sich deutlich in der Gefiederfärbung. Das Männchen ist am vorderen Kopf, Kehle, Brust und Unterseite kräftig und teils dunkel erdbeerrot gefärbt, am Bauch etwas heller und in die blassrosa Unterschwanzdecken auslaufend. Im Bereich vor dem Auge ist diese Färbung etwas dunkler. Die rote Zeichnung ist mit hellen Federzentren durchsetzt, die zur Brust und vor allem zum Unterbauch hin sehr viel größer werden, so dass der Vogel am Kopf fein gepunktet, an Brust und Unterbauch deutlich gefleckt wirkt. Hinterkopf, Nacken und Halsseiten sind braun oder graubraun, kräftig rot überhaucht und dunkel gestreift. Der Rücken ist graubraun und kräftig dunkel gestreift. Im frischen Gefieder kann er verwaschen rosa wirken. Der hintere Rücken und die Oberschwanzdecken sind dunkelrosa, mit dunkleren Federzentren auf den Oberschwanzdecken. Der gegabelte Stoß ist schwarzbraun mit helleren, beigen Säumen. Die Armdecken sind graubraun mit blassrosa Säumen, die großen Armdecken mit orangen oder rötlichen Spitzen. Alula, Handdecken und Schwungfedern sind dunkelbraun mit beigen Säumen und hellen Spitzen.
Dem Weibchen fehlen die roten Partien des Männchens, die gesamte Erscheinung zeigt ein kühles Graubraun mit etwas hellerer Unterseite. Kopf und Rücken sind dunkel gestrichelt, das Gesicht ist blasser, die Wangen und Ohrdecken sind oft etwas dunkler. Das Auge zeigt einen hellen Ring. Der untere Rücken ist etwas heller. Die Unterseite ist relativ grob dunkel gestrichelt. Stoß und Schwingen sind schwarzbraun, die Armdecken zeigen beige Säume. Die Handdecken sind breit beige gesäumt und bilden ein helles Feld auf dem geschlossenen Flügel. Das Jugendkleid unterscheidet sich nicht von dem des Weibchens.
Der Gebirgsgimpel ist dem Berggimpel, mit dem er vielerorts gemeinsam vorkommt, recht ähnlich. Insbesondere Weibchen oder Jungvögel sind häufig überhaupt nicht zu unterscheiden. Einzig die hellen Säume an den äußeren Schwanzfedern des Berggimpel-Weibchens können eine Unterscheidung bieten. Das Berggimpel-Männchen wirkt oberseits heller, ohne dunkle Streifung, die rötlichen Partien wirken weniger intensiv und die Unterseite ist gröber getupft. Der Gebirgsgimpel kann ebenfalls mit dem Felsengimpel verwechselt werden, der aber schlanker ist, oberseits gräulicher wirkt, braune Flanken hat und keine hellen Punkte zeigt.

### Stimme
Der Ruf ist ein lautes pink oder twink und ähnelt dem des Buchfinken. Ebenso ist ein weiches sip oder ein an den Dompfaff erinnerndes duuid duuid zu vernehmen. Der Gesang ist ein langsam absteigendes zi-zi-su-su-su, die erste Phrase kann dabei mehrfach wiederholt werden.

## Verbreitung und Geografische Variation
Das Verbreitungsgebiet des Gebirgsgimpels erstreckt sich vom Himalaya bis ins mittlere und nördliche China. Es werden zwei Unterarten beschrieben, von denen lucifer etwas größer ist.
- C. r. rubicilloides Przewalski, 1876 – Mittleres Sichuan ostwärts bis ins südliche und nordöstliche Qinghai, durch Gānsù bis in die zentrale Innere Mongolei
- C. r. lucifer (Meinertzhagen & A. Meinertzhagen, 1926) – Himalaya vom östlichen Kaschmir östlich durch Nepal bis ins südöstliche Tibet, äußerster Norden Sikkims

Die Art ist nicht selten und lokal häufig. Sie ist nicht bedroht.

## Lebensweise
Der Gebirgsgimpel besiedelt hochliegende, kahle Felshänge, Geröllhalden und Ebenen über der Baumgrenze. In Nepal trifft man ihn zwischen 3700 und 4800 m über dem Meer, in Tibet bis in Höhen von 5150 m an. Man findet ihn häufig in Beständen von Erbsensträuchern, mit Sanddorn bewachsenen Hängen und Dickichten. Im Winter trifft man ihn auch in Siedlungsnähe.
Die Art brütet oft in kleinen Kolonien in Weidengebüschen. Sie vergesellschaftet sich häufig mit anderen Finken wie dem Berggimpel oder dem Wacholderkernbeißer. Sie ernährt sich von Sämereien.